# De fluwelen grapjas
De fluwelen grapjas is het 140ste album van de Vlaamse stripreeks De avonturen van Urbanus, het verscheen voor het eerst in 2010 in België. De tekenaar is Willy Linthout en het scenario is door Urbanus gemaakt.

## Verhaal
Urbanus haalt slechte resultaten op school. Op een dag slaagt hij er in om in het koninklijk paleis bezwarende de foto's te maken van Albert II. Met deze foto's chanteert hij de koning en de traditionele schoolvakken worden afgeschaft. In de plaats wordt op school humorologie onderwezen en Urbanus haalt nu goede resultaten. Urbanus komt op televisie en wordt beroemd. Bovendien blijkt dat hij met zijn moppen huilende kinderen kan stil krijgen. Plots lijkt zijn gave echter uitgewerkt.

## Culturele verwijzingen
- In dit album spelen koning Albert II en koningin Paola een rol.